# Station Weitlanbrunn
Station Weitlanbrunn is een spoorwegstation aan de Drautalspoorlijn bij het dorp Weitlanbrunn in de gemeente Sillian (Oostenrijk-Oost-Tirol).